# Патарос
Патарос (на гръцки: Δροσάτο, Дросато, катаревуса: Δροσάτον, Дросатон, до 1927 година Ποταρός, Потарос) е село в Егейска Македония, Гърция, дем Кукуш (Килкис) на административна област Централна Македония.

## История

### В Османската империя
Църквата „Успение Богородично“ е изградена в 1857 година. В 1975 година е затворена и до нея е построена нова. Старата е реставрирана в 1999 година и превърната в художествена галерия. Гробищният храм „Свети Георги“ също е от XIX век.
В „Етнография на вилаетите Адрианопол, Монастир и Салоника“, издадена в Константинопол в 1878 година и отразяваща статистиката на населението от 1873 година, Путорос е посочено като селище в Дойранска каза с 29 домакинства, като жителите му са 121 българи. Към 1900 година според статистиката на Васил Кънчов („Македония. Етнография и статистика“) Патарос е село в Дойранска каза и брои 340 жители българи.
Цялото население на селото е под върховенството на Българската екзархия. По данни на секретаря на екзархията Димитър Мишев („La Macédoine et sa Population Chrétienne“) в 1905 година в Патарос има 360 българи екзархисти и работи българско училище.
При избухването на Балканската война в 1912 година двама души от Патарос са доброволци в Македоно-одринското опълчение.

### В Гърция
В 1913 година след Междусъюзническата война селото попада в Гърция. Боривое Милоевич пише в 1921 година („Южна Македония“), че Патарос има 45 къщи славяни християни. Част българските му жители се изселват в България и в 20-те години на тяхно място са заселени гърци бежанци от Южна Русия и Кавказ. В 1928 година в селото е смесено българо-бежанско със 151 бежански семейства с 577 жители. В 1927 година селото е прекръстено на Дросатон.
| Име     | Име       | Ново име | Ново име | Описание                                 |
| ------- | --------- | -------- | -------- | ---------------------------------------- |
| Чардаци | Τσαρδάκια | Виглес   | Βίγλες   | местност на Ю от Патарос и на ЮЗ от Гола |

Преброявания
- 2001 година – 1068 души
- 2011 година – 713 души

## Личности
Родени в Патарос
- Георги Динев Проданов (1892 – ?), български офицер, капитан. Завършил последния двадесет и седми випуск на Солунската българска мъжка гимназия през 1913 година.[13]
- Мито Патарозлията, български революционер, македоно-одрински опълченец, четата на Тодор Александров[14]
- Митю (Миро) Андонов Гьорчев, български военен, 59-и пехотен полк, загинал на 20 март 1916 година (виж Българско военно гробище (Ново село))
- Тома Христов (1889 – 1913), македоно-одрински опълченец, 2 и 4 рота на 3 солунска дружина, загинал на 22 юни 1913 година[15]